# Eric Erickson (spion)
Eric Sigfrid Erickson, född 1890, död 1983, var en svensk-amerikansk affärsman inom oljeindustrin. Under andra värlldskriget spionerade han för USA mot Nazityskland. 

## Biografi
Eric Erickson föddes i Brooklyn i New York. Han var son till svenska invandrare och växte upp under fattiga förhållanden men arbetade sig uppåt, bland annat via arbeten på oljefälten i Texas. Han studerade sedan på Cornell University. Under 1920-talet arbetade han i oljeindustrin. Han var verksam i Standard Oil, stationerad i Asien. Han flyttade till Sverige och blev svensk medborgare.
År 1939 engagerades han av amerikanerna för att arbeta som spion för Office of Strategic Services eftersom han hade god insyn i tysk oljeindustri. Genom att utge sig för att vara tyskvänlig affärsman, kunde Erickson lämna över exakta geografiska uppgifter kring Tysklands oljeraffinaderier, varefter de kunde bombas.
Eric Ericksons liv ligger till grund för en bok och för den amerikanska filmen Maskerad agent (1962) med William Holden i huvudrollen och med bland andra Eva Dahlbeck och Ulf Palme (som Max Gumpel) i rollerna.